# Armijska grupa Josef Ferdinand
Armijska grupa Josef Ferdinand (njem. Armeegruppe Josef Ferdinand) je bila vojna formacija austrougarske vojske u Prvom svjetskom ratu. Tijekom Prvog svjetskog rata djelovala je na Istočnom bojištu.

## Povijest
Armijska grupa Josef Ferdinand formirana je na Istočnom bojištu krajem kolovoza 1914. sa svrhom da popuni prazninu koja se tijekom Galicijske bitke pojavila između 3. i 4. armije. Armijska grupa formirana je na osnovi jedinica XIV. korpusa, iako su tijekom borbi na Rawa-Ruskoj u njen sastav nakratko ušle i jedinice II. korpusa. Zapovjednikom armijske grupe imenovan je nadvojvoda Josef Ferdinand koji je ujedno zapovijedao i XIV. korpusom. Armijska grupa je rasformirana sredinom rujna 1914. tijekom povlačenje prema rijeci San.  

## Zapovjednici
Josef Ferdinand (kolovoz – rujan 1914.)

## Bitke
Galicijska bitka (23. kolovoza – 11. rujna 1914.)